# Johannes Brinktrine
Johannes Brinktrine (* 22. März 1889 in Paderborn; † 13. Dezember 1965 ebenda) war ein deutscher Theologe.

## Leben
Er studierte in Paderborn, Breslau, Rom und Freiburg im Breisgau. Er lehrte als Professor in Paderborn (Fundamentaltheologie 1931–1938, ab 1938 Dogmatik).

## Schriften (Auswahl)
- Die Göttlichkeit des Christentums. Paderborn 1938, OCLC 72086441
- Die feierliche Definition der leiblichen Aufnahme der allerseligsten Jungfrau. Paderborn 1951, OCLC 215668503.
- Die Lehre von der Schöpfung. Paderborn 1956, OCLC 1203558842.
- Die Lehre von der Mutter des Erlösers. Paderborn 1959, OCLC 1085491570.
- Die heilige Messe. Augsburg 2015, ISBN 978-3-940879-36-3.